# Biografen Tellus

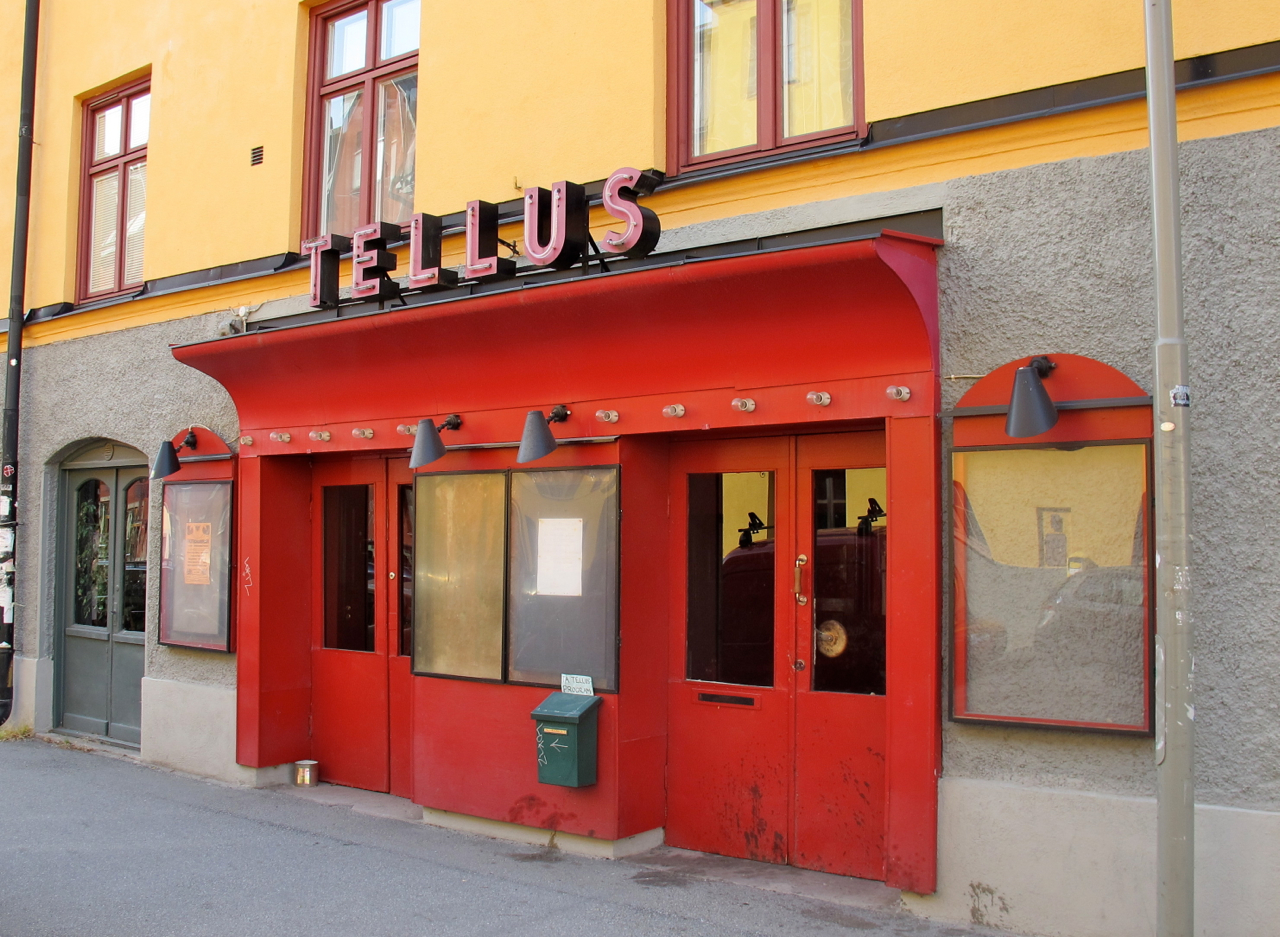
Biografen Tellus.

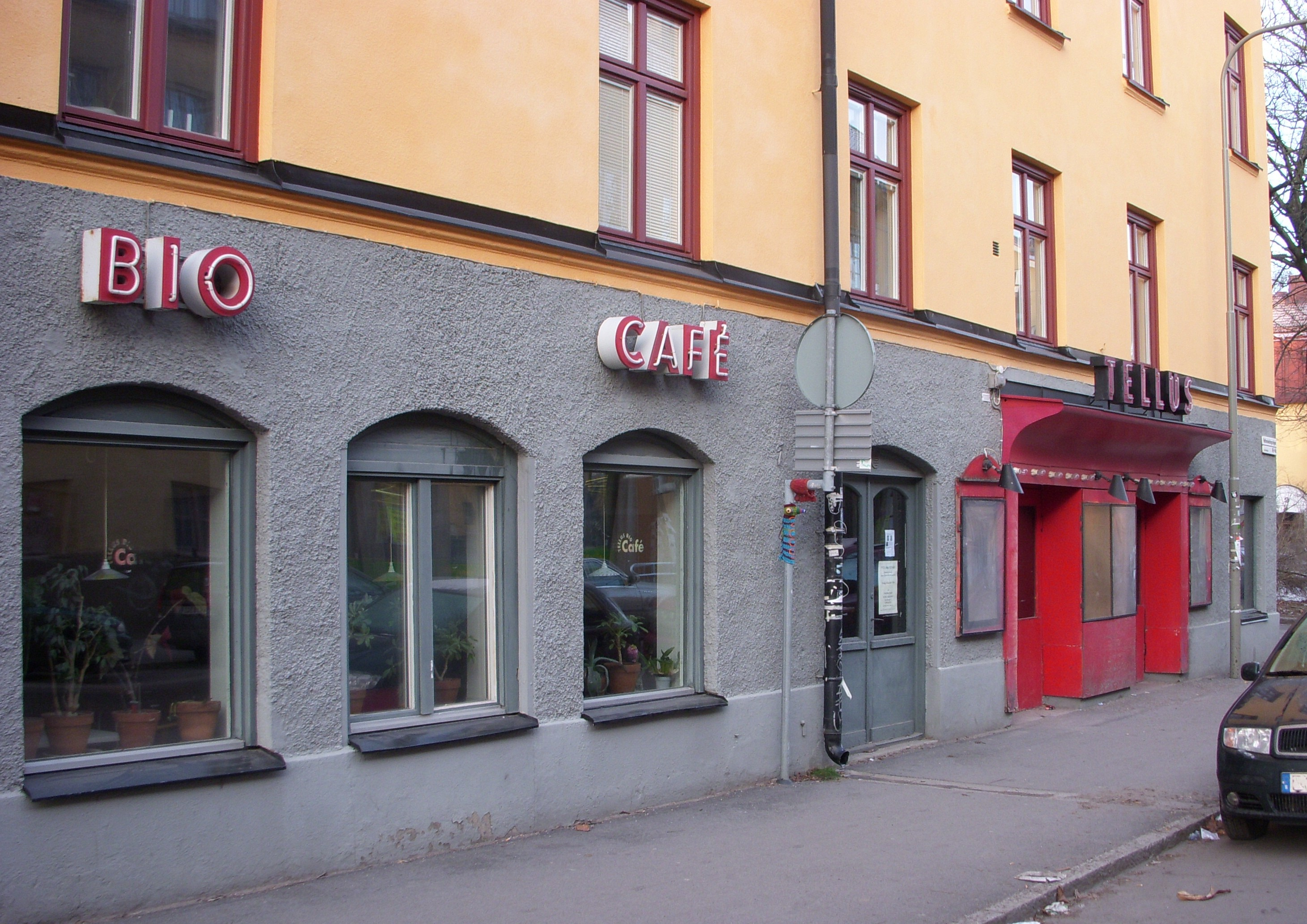
Café och kvartersbiografen "Tellus" i Midsommarkransen.

Biocafé Tellus är en kvartersbiograf och ett kulturcenter vid Vattenledningsvägen 46 intill Svanhagen (Svandammsplan) i Hägersten i Stockholm. Området kallades tidigare Tellusborg. Numera ingår det i stadsdelen Midsommarkransen.
Biocafé Tellus är en renodlad kvartersbiograf. Det en av de få Stockholms småbiografer från äldre tider som alltjämt finns kvar. Andra kvartersbiografer är Kvartersbion Rio vid Hornstulls Strand samt Reflexen i Kärrtorps centrum. I anslutning till biografen ligger ett café som har allehanda kulturverksamhet.
Med undantag av ett par år mellan 1978 och 1980 drevs Biocafé Tellus som kommersiell biograf från den 22 november 1920 och fram till 1986. Lokalen blev godkänd som biograf av Överståthållarämbetet den 17 november 1920. Den hade då 108 platser (100 platser 2015). 
Sedan 1986 sköts Tellus av en ideell kulturförening med ett femtiotal medlemmar som gör allt från att baka kakor till att laga filmprojektorer. Föreningen är ekonomiskt och politiskt fristående. 
På 1930-talet öppnades ytterligare två biografer i "Kransen", Saba och Svanen, nedlagda på 1960-talet.